# GameRevolution
GameRevolution (ранее Game Revolution и Game-Revolution) или GR — игровой веб-сайт, созданный в 1996 году. Сайт был основан в Беркли, Калифорния. Он содержит обзоры, превью, игровую зону загрузки, читы, магазин, веб-комиксы, скриншоты и видео. На сегодняшний день он является одним из старейших сайтов с новостями и обзорами компьютерных игр в Интернете.

## История
Калифорнийская корпорация Net Revolution, Inc. была основана в апреле 1996 года Дюком Феррисом как холдинговая компания и как владелец веб-сайта Game Revolution. Феррис занимал пост президента компании, пока она не была приобретена в 2005 Bolt Media, Inc за неизвестную сумму.
Основанный в 1996 году, GameRevolution имеет сотни тысяч ежедневных посетителей на своём сайте.

### E3
Сотрудники GameRevolution являются ежегодными судьями на Electronic Entertainment Expo. Дюк Феррис вернулся судить шоу в 2010 году. Пожалуй, самым влиятельным годом для Game Revolution на выставке E3 был 2000, где они пригласили Джерри Холкинса и Майка Крахулика из Penny Arcade для участия. Они также награждали Black & White премией The Best Of E3.

### Покупка сайтом CraveOnline
После банкротства Bolt Media, Inc. GameRevolution был приобретён сайтом CraveOnline за неизвестную сумму. С тех пор он был интегрирован в рамках CraveOnline сообщества. О приобретении было объявлено 25 февраля 2008.

## Сайты
- gamerevolution.com (англ.) — официальный сайт GameRevolution